# Boulevard Alphonse-Desjardins
Le boulevard Alphonse-Desjardins est une artère principale située à Lévis.

## Situation et accès
La route a une longueur d'environ 2,6 km. Son tracé d'orientation nord-sud est rectiligne. Il traverse le centre de Lévis. Débutant au haut de la Côte du Passage, il croise sur son parcours le boulevard Guillaume-Couture et le boulevard Étienne-Dallaire avant de se transformer en bretelle d'accès à l'autoroute Jean-Lesage. Il est parallèle à la route du Président-Kennedy, distant de seulement 500 mètres plus à l'ouest.

## Origine du nom
Son nom rend hommage à Alphonse Desjardins, fondateur des Caisses Desjardins et personnalité de la ville de Lévis. 

## Historique
Il est attribué le 4 décembre 2000 par la Ville de Québec et officialisé le 25 janvier 2001 par la Commission de toponymie. Auparavant, le boulevard a porté les noms de côte du Passage, rue Dallaire et route de Sorosto.
Les Galeries Chagnon sont construites à l'intersection avec le boulevard Guillaume-Couture à partir des années 1970. Au tournant du XXIe siècle, la partie sud du boulevard –alors encore en bonne partie en friche – voit la construction d'une zone résidentielle à l'est et commerciale à l'ouest. Le campus lévisien de l'Université du Québec à Rimouski est construit en 2007. Le Centre des congrès de Lévis est inauguré quelques mois plus tard. 